# Грецько-польські відносини
Гре́цько-по́льські відно́сини — двосторонні міжнародні відносини між Грецією та Польщею. Країни встановили дипломатичні відносини 1919 року, обмінялись послами 1922.
Обидві країни є членами Організації з безпеки й співробітництва в Європі, НАТО та Європейського Союзу. У Польщі проживає понад 3000 осіб грецького походження, а у Греції — понад 50 000 поляків. У Греції є посольство у Варшаві. У Польщі є посольство в Афінах.

## Список двосторонніх візитів
- У травні 2003 року Прем'єр-міністр Греції Костас Симітіс відвідав Польщу.[1]
- 26 жовтня 2009 року the Прем'єр-міністр Польщі Дональд Туск відвідав Афіни.[2]

## Список двосторонніх угод
- Меморандум щодо спільного розуміння та співпраці в галузі оборонної промисловості (Варшава, 29 червня 2004 року),
- Угода про економічну, наукову та технічну співпрацю в галузях сільського господарства та продуктової економіки (Афіни, 7 вересня 1995 року),
- Угода про співпрацю в галузях науки та технологій (Варшава, 9 листопада 1998)
- Угода про уникнення подвійного оподаткування (28 травня 1987).